# La huida (película de 1998)
La huida (título original: Body Count) es una película de crimen de 1998 estadounidense dirigida por Robert Patton-Spruill y protagonizada por David Caruso, Linda Fiorentino y John Leguizamo.

## Argumento
Un grupo de delincuentes se reúne con el propósito de asaltar un museo de arte sabiendo, que el amplio botín que cogerán les permitirá retirarse para el resto de sus vidas. Lo llevan a cabo y todo transcurre eficazmente durante el robo hasta que Chino hace saltar una alarma que atrae a la policía, por lo que tienen que huir.
Tras una persecución correspondiente muere el jefe de la banda Crane. Los supervivientes de lo ocurrido iniciarán entonces un viaje para vender las piezas de arte. Sin embargo una mujer, a la que recogen en la carretera, sembrará la discordia entre los miembros del grupo.

## Reparto
| Actor            | Personaje            |
| ---------------- | -------------------- |
| David Caruso     | Hobbs                |
| Linda Fiorentino | Natalie              |
| John Leguizamo   | Chino                |
| Ving Rhames      | Pike                 |
| Donnie Wahlberg  | Booker               |
| Forest Whitaker  | Crane                |
| Mick Corrigan    | Oficial de seguridad |

## Recepción
La película fue un completo fracaso en taquilla y crítica. De antemano se puso en los Estados Unidos el filme para vídeo, cuando una prueba en el cine resultó ser muy negativa. Solo en pocos países se presentó la película en el cine y aun así no aguantó allí mucho. Contribuyó al fin de David Caruso y de Linda Fiorentino en su carrera como actores de cine.
Hoy en día la película ha sido valorada en portales cinematográficos y por críticos profesionales. En IMDb, con unos 2100 votos registrados, el filme obtiene una media ponderada de 5,4 sobre 10. En cuanto a Rotten Tomatoes, los más de 250 votos registrados le dieron allí una valoración media de 3,1 de 5.